# Utbildning i Danmark
Utbildning i Danmark har sitt ursprung i katedral- och klosterskolorna som startades i Danmark av romersk-katolska kyrkan i början av Medeltiden, och sju skolor som startade på 1100-talet och 1200-talet finns fortfarande kvar. 1536 blev Danmark protestanter, och skolorna övertogs av danska staten. I början fanns skolorna mest för att utbilda präster, och lära dem Latin och grekiska.

## Förskola
På 1820-talet startade de första barnkrubborna för barn där ingen var hemma på dagarna. 1964 kom en lag i Danmark som gjorde alla offentliga institutioner tillgängliga för alla medborgare. 1976 kom en lag som krävde att alla lokala distrikt skulle möta föräldrarnas krav. 1987 överfördes ansvaret för finansieringen av förskoleverksamheten från staten till de lokala distrikten.

## Folkskola
1814 infördes "almueskole", som 1894 bytte namn till "folkeskole" (folkskola). Den har 10-årskurser, och de nio första är obligatoriska.

## Mellanskola
Från 1903 infördes 4-årig mellanskola att välja från 11-årsåldern, mellan folkskolan och realskolan/gymnasiet.

## Historia
Nästan inget hände förrän 1809, då en humanistisk skola startade, där man läste dels grekiska och latin, men även naturvetenskap och "moderna" språk.
1871 ledde den vetenskapliga och tekniska utvecklingen under1800-talet till att utbildningen delades upp i två linjer: språk och matematik. Denna struktur fanns i gymnasierna fram till 2005.
1903 ersattes latin och grekiska av engelska, tyska och franska som huvudämne på språklijen. Samtidigt bands det 3-åriga gymnasiet samman med mellanskola (klass 6-9) som senare blev realskola.
1975 slopades realskolorna, och Danmark införde enhetsskola.
Numera är det danska utbildningssystemet uppdelad i sex åldersgrupper:
- Förskola
- Folkskola
- Sekundärutbildning
- Högre utbildning
- Vuxenutbildning

Läsåret 2005/2006 blev biologi obligatoriskt i nionde klass.
Läsåret 2006/2007 blev geografi obligatoriskt i nionde klass.